# Casetify
Casetagram Limited, comercializado como Casetify (estilizado como CASETiFY), es una compañía con sede en Hong Kong que diseña y produce fundas para celulares y accesorios electrónicos. Fundada en 2011 por Ronald Yeung y Wesley Ng, la compañía comenzó fabricando fundas de celulares personalizadas con fotos de Instagram, antes de expandirse para vender accesorios con diferentes diseños. Desde entonces ha crecido hasta convertirse en una de las tres marcas de accesorios más grandes en el mundo.
Además de su oficina central en Hong Kong, la empresa también otras agencias en Los Ángeles. Ha colaborado con marcas como DHL, Blanc & Eclare, Pokémon, Vetements y Saint Laurent para colecciones de fundas para celulares.

## Acusaciones de plagio
El 23 de noviembre de 2023, el YouTuber Zack Nelson, más conocido como JerryRigEverything, publicó un vídeo en el que revelaba que él y la compañía dbrand habían iniciado una demanda federal multimillonaria contra Casetify en Canadá por plagiar diseños de la línea de productos «Teardown» de 2019 creados por dbrand en colaboración con Nelson, que según dbrand y Nelson, fueron plagiado para la línea de productos «Inside Out» de Casetify. Nelson reveló varios huevos de Pascua dentro de los diseños de dbrand vistos en los diseños de Casetify, además de mencionar que los diseños de Casetify eran duplicados exactos de dbrand, con solo modificaciones menores. Menos de 24 horas después del lanzamiento del video, el sitio web de Casetify experimentó un tiempo de inactividad y, tras su restauración, los productos que aparecen en el video fueron eliminados. Al día siguiente, el 24 de noviembre, Casetify emitió un comunicado en Twitter de que están investigando las acusaciones y se mencionó que la causa del tiempo de inactividad se debió a un ataque DDOS. Ese mismo día, dbrand y iFixit acusaron a Casetify de plagiar un diseño de rayos X del iPhone X de iFixit y utilizarlo en su línea de productos «X-Ray Case», este producto, al igual que los anteriores, había sido eliminado durante el tiempo de inactividad del sitio web. Según dbrand, Casetify había plagiado 117 diseños.